# Kalvsvik
Kalvsvik är en ort vid sjön Åsnen, i Växjö kommun, kyrkby i Kalvsviks socken.
Den av SCB avgränsade småorten Kalvsvik ligger ca 20 km söder Växjö. Småorten klassades som sådan första gången 1995 men upphörde som småort till avgränsningen 2005. År 2010 avgränsade SCB återigen en småort i området.

## Historia
Fornlämningarna består främst av hällkistor och rösen från stenåldern/bronsåldern. Under medeltid blev Kalvsvik sockencentrum och en träkyrka i liggande timmer uppfördes på 1300-talet. Dopfunten med fabeldjur är bevarad och återfinns i nya den kyrkan som uppfördes 1853. Vid storskiftet 1781-82 bestod byn av 15 hemman som vid lagaskiftet 1901 hade varit föremål för många hemmansklyvningar. En stor del av Kalvsviks socken utgörs av ön Kläcklinge.
Folkskolor har funnits i kyrkbyn, Hårestorp och Nabben på Kläcklingen.

## Samhället
I Kalvsvik finns Kalvsviks kyrka, förskola, lågstadieskola och fritidshem. Kalvsvik har dessutom en lanthandel, en bilverkstad med bensinförsäljning, en byggvaruhandel och en handelsträdgård.  
Bygdegårdsföreningen startade 1989 då en IOGT-lokal blev ledig och samtidigt barnomsorgen behövde lokaler.
Det första som gjordes var att rusta upp kök och värmeanläggning och därefter bygga till lokalen så att den inrymde en förskola. Bygdegården har därefter utökats med ny scen där man idag spelar revy och amatörteater men också Riksteatern. Fram till millennieskiftet byggde man till och utökade verksamheten. När skolan skulle läggas ner tillkom en skola, Kalvsviks Bygdeskola och  som idag rymmer årskurs ett till tre och fritidslokaler.